# Neomitranthes regeliana
Neomitranthes regeliana är en myrtenväxtart som först beskrevs av Otto Karl Berg, och fick sitt nu gällande namn av M.C.Souza. Neomitranthes regeliana ingår i släktet Neomitranthes och familjen myrtenväxter. Inga underarter finns listade i Catalogue of Life.